# Схилдер, Джессика
Джессика Схилдер (нидерл. Jessica Schilder; род. 19 марта 1999, Волендам, Северная Голландия) — нидерландская легкоатлетка, толкатель ядра, двукратная чемпионка Европы 2022 и 2024 годов, призёр чемпионатов мира, участница летних Олимпийских игр 2020 года.

## Биография
В 2021 году на молодёжном чемпионате Европы в Таллине стала чемпионкой с результатом 18,11 метров.
В июле-августе 2021 года приняла участие в летних Олимпийских играх в Токио. В соревнованиях по толканию ядра с результатом 17,74 не смогла отобраться в финал и заняла итоговое 19-е место.
Весной 2022 года на чемпионате мира в помещениях в Белграде стала обладателем бронзовой медали. На летнем чемпионате мира 2022 года в США с национальным рекордом 19,77 м стала бронзовым призёром. В этом же году на чемпионате Европы в Мюнхене стала чемпионкой, толкнув снаряд на отметку 20,24 метра и вновь установив национальный рекорд.
На чемпионате мира 2023 года в Будапеште стала восьмой с результатом 19,26 метра.
В июне 2024 года приняла участие в чемпионате Европы, который прошёл в Риме и завоевала золотую медаль, став двукратной чемпионкой Европы. Её результат на этом турнире — 18,77 метра.